# Pěknorožkovité
Pěknorožkovité (Calyceraceae) je čeleď vyšších dvouděložných rostlin z řádu hvězdnicotvaré (Asterales). Jsou to byliny s jednoduchými střídavými listy a květy v hlávkovitých květenstvích, připomínající čeleď hvězdnicovité. Vyskytují se asi v 60 druzích v jihoamerických Andách a v Patagonii.

## Popis
Zástupci čeledi pěknorožkovité jsou jednoleté nebo vytrvalé byliny poněkud připomínající zástupce čeledi hvězdnicovité (Asterales). Jen výjimečně jsou to i polokeře. Listy jsou střídavé, jednoduché, často v přízemní růžici, bez palistů. Čepele listů jsou celokrajné nebo na okraji zpeřeně laločnaté.
Květy jsou v hlávkovitých úžlabních nebo vrcholových květenstvích, někdy seskupených ve vrcholičnaté latě. Hlávky jsou podepřeny listeny zákrovu. Květy jsou četné, oboupohlavné, nejčastěji pětičetné (4 až 6četné), pravidelné nebo lehce souměrné. Kališní i korunní lístky jsou srostlé. Tyčinky jsou přirostlé u ústí korunní trubky, v počtu odpovídajícím počtu korunních cípů. Mezi tyčinkami jsou umístěna žlaznatá tělíska. Semeník je spodní, srostlý ze 2 plodolistů, s jedinou komůrkou a jednou čnělkou a jedním apikálním vajíčkem. Blizna je vrcholová, lysá. Plodem je nažka, u některých rodů s vytrvalým kalichem přeměněným v ostny.

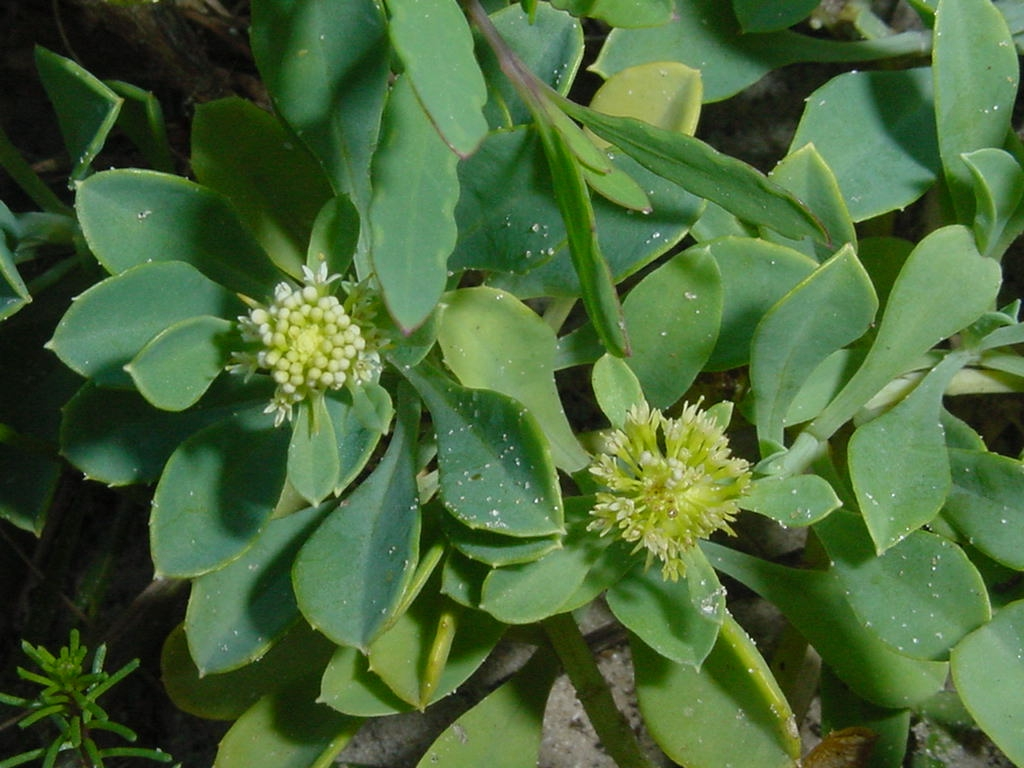
Kvetoucí Acicarpha spathulata
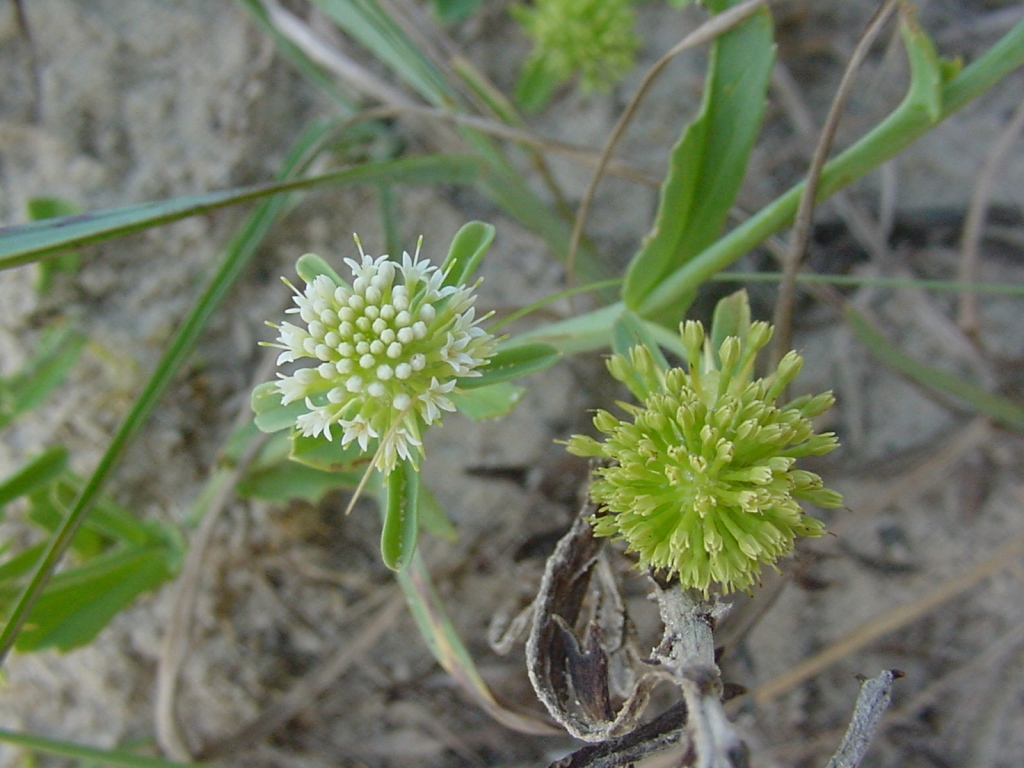
Detail květenství Calycera crassifolia

## Rozšíření
Čeleď zahrnuje asi 60 druhů v 6 rodech. Je rozšířena pouze v Jižní Americe, převážně v její jižní polovině. Nejvíce druhů se vyskytuje na suchých otevřených stanovištích jižní části And a Patagonie. Pouze 2 rody, Acicarpha a Boopis, zasahují i do tropické Ameriky. Několik druhů také roste na pobřežních písčitých dunách.

## Ekologické interakce
O mechanismech opylování není nic známo. Plody některých druhů se šíří na srsti zvířat.

## Taxonomie
Cronquist chápal podobnost s čeledí hvězdnicovité jako paralelní vývoj a čeleď Calyceraceae řadil do samostatného řádu Calycerales v blízkosti řádu štětkotvaré (Dipsacales). Tachtadžjan ji řadil do řádu Calycerales v rámci nadřádu Asteranae, Dahlgren přímo do řádu štětkotvaré (Dipsacales).
Podle dnešních výzkumů je čeleď Calyceraceae sesterskou skupinou čeledi hvězdnicovité (Asteraceae) v rámci řádu hvězdnicotvaré (Asterales).

## Obsahové látky
Hlavními obsahovými látkami jsou iridoidy a jako zásobní látka inulin. Chybí třísloviny, kyselina ellagová a latex a oproti čeledi hvězdnicovité polyacetyleny a seskviterpeny.

## Zástupci
- hlavel (Boopis)
- pěknorožka (Calycera)[4]

## Význam
Není známo žádné využití.

## Přehled rodů
Acicarpha, Boopis, Calycera, Gamocarpha, Moschopsis, Nastanthus